# Triumph Tour
Tournées par The Jacksons
Destiny Tour
(1979) Victory Tour
(1984)
Triumph Tour est une tournée de 44 concerts des Jacksons qui s'est déroulée aux États-Unis et au Canada en 1981. Elle a rapporté 5,5 millions de dollars. Il existe un album officiel de cette tournée sorti la même année : The Jacksons Live!

## Répertoire
1. Can You Feel It
2. Things I Do for You
3. Off the Wall
4. Ben
5. This Place Hotel
6. She's Out of My Life
7. Jackson 5 Medley : 
  - I Want You Back
  - ABC
  - The Love You Save
8. I'll Be There
9. Rock with You
10. Lovely One
11. Working Day and Night
12. Don't Stop 'Til You Get Enough
13. Shake Your Body (Down to the Ground)

À noter que la chanson Walk Right Now faisait partie des chansons répétées pour la tournée mais a finalement été écartée de la sélection finale.

## Liste des concerts
| #  | Date               | Ville         | Pays       | Lieu                              |
| -- | ------------------ | ------------- | ---------- | --------------------------------- |
| 1  | 8 juillet 1981     | Memphis       | États-Unis | Mid-South Coliseum                |
| 2  | 10 juillet 1981    | Oklahoma City | États-Unis | MCC Arena                         |
| 3  | 11 juillet 1981    | Dallas        | États-Unis | Reunion Arena                     |
| 4  | 12 juillet 1981    | Houston       | États-Unis | The Summit                        |
| 5  | 15 juillet 1981    | San Antonio   | États-Unis | HemisFair Arena                   |
| 6  | 17 juillet 1981    | Baton Rouge   | États-Unis | Riverside Arena                   |
| 7  | 18 juillet 1981    | Mobile        | États-Unis | Municipal Auditorium              |
| 8  | 24 juillet 1981    | Greensboro    | États-Unis | Greensboro Coliseum               |
| 9  | 25 juillet 1981    | Charlotte     | États-Unis | Charlotte Coliseum                |
| 10 | 26 juillet 1981    | Hampton       | États-Unis | Hampton Coliseum                  |
| 11 | 28 juillet 1981    | Lakeland      | États-Unis | Lakeland Civic Center             |
| 12 | 31 juillet 1981    | Landover      | États-Unis | Capital Centre                    |
| 13 | 1er août 1981      | Landover      | États-Unis | Capital Centre                    |
| 14 | 2 août 1981        | Buffalo       | États-Unis | Buffalo Memorial Auditorium       |
| 15 | 4 août 1981        | Richmond      | États-Unis | Richmond Coliseum                 |
| 16 | 5 août 1981        | Toronto       | Canada     | Maple Leaf Gardens                |
| 17 | 7 août 1981        | Uniondale     | États-Unis | Nassau Veterans Memorial Coliseum |
| 18 | 8 août 1981        | Cincinnati    | États-Unis | Riverfront Coliseum               |
| 19 | 9 août 1981        | Richfield     | États-Unis | Coliseum at Richfield             |
| 20 | 12 août 1981       | Atlanta       | États-Unis | Omni Coliseum                     |
| 21 | 13 août 1981       | Pittsburgh    | États-Unis | Civic Arena                       |
| 22 | 14 août 1981       | Philadelphie  | États-Unis | Spectrum                          |
| 23 | 15 août 1981       | Hartford      | États-Unis | Hartford Civic Center             |
| 24 | 16 août 1981       | Providence    | États-Unis | Providence Civic Center           |
| 25 | 18 août 1981       | New York      | États-Unis | Madison Square Garden             |
| 26 | 19 août 1981       | New York      | États-Unis | Madison Square Garden             |
| 27 | 21 août 1981       | Détroit       | États-Unis | Joe Louis Arena                   |
| 28 | 22 août 1981       | Indianapolis  | États-Unis | Market Square Arena               |
| 29 | 23 août 1981       | Dayton        | États-Unis | UD Arena                          |
| 30 | 26 août 1981       | Milwaukee     | États-Unis | MECCA Arena                       |
| 31 | 28 août 1981       | Chicago       | États-Unis | Chicago Stadium                   |
| 32 | 29 août 1981       | Lexington     | États-Unis | Rupp Arena                        |
| 33 | 1er septembre 1981 | Kansas City   | États-Unis | Kemper Arena                      |
| 34 | 2 septembre 1981   | Saint Louis   | États-Unis | Checkerdome                       |
| 35 | 3 septembre 1981   | Denver        | États-Unis | McNichols Sports Arena            |
| 36 | 6 septembre 1981   | Las Vegas     | États-Unis | Las Vegas Convention Center       |
| 37 | 8 septembre 1981   | San Diego     | États-Unis | San Diego Sports Arena            |
| 38 | 10 septembre 1981  | Daly City     | États-Unis | Cow Palace                        |
| 39 | 15 septembre 1981  | Tempe         | États-Unis | ASU Activity Center               |
| 40 | 18 septembre 1981  | Inglewood     | États-Unis | The Forum                         |
| 41 | 19 septembre 1981  | Inglewood     | États-Unis | The Forum                         |
| 42 | 22 septembre 1981  | Oakland       | États-Unis | Oakland–Alameda County Coliseum   |
| 43 | 25 septembre 1981  | Inglewood     | États-Unis | The Forum                         |
| 44 | 26 septembre 1981  | Inglewood     | États-Unis | The Forum                         |

## Les concerts prévus mais annulés et reportés
- 19/07/81: Lakeland, États-Unis, Lakeland Civic Center. Annulé et reporté au 28 juillet 1981.
- 22/07/81: Atlanta, États-Unis, Omni Coliseum. Annulé et reporté au 12 août 1981
- 08/08/81: Philadelphie, États-Unis, Spetrum. Annulé et reporté au 14 août 1981.
- 05/09/81: Oakland, États-Unis, Oakland–Alameda County Coliseum. Annulé et reporté au 22 septembre 1981.

## Équipe musicale

### Artistes principaux
- Michael Jackson: chanteur, danseur, pianiste
- Jackie Jackson: chanteur, danseur, percussionniste
- Tito Jackson: chanteur, danseur, guitariste
- Marlon Jackson: chanteur, danseur, percussionniste
- Randy Jackson: chanteur, danseur, pianiste

### Groupe
- Directeur musical : The Jacksons
- Batterie : Jonathan Moffett
- Basse : Mike McKinney
- Guitare : David Williams
- Synthétiseur : Bill Wolfer